# Seznam biskupů z Glandèves
Seznam biskupů z Glandèves zahrnuje všechny představitele bývalé diecéze zaniklého města Glandèves sídlící ve městě Entrevaux, která byla založena v 5. století a zrušena roku 1801, v důsledku konkordátu z roku 1801.
- Fraterne (451)
- Claude (541)
- Basile (549, 554)
- Promotus (573)
- Agrèce (585–588)
- Guy (Hugues) (975 nebo 991–1012)
- Pons I. (1020 nebo 1029–1056 nebo 1057)
- Pons II. D'Aicard (1091, 1095)
- Pierre I. (1095–1103?)
- Hubert (1108, 1146)
- Isnard I. (1149, 1165)
- Raimond (1179)
- Isnard Grimaldi (1190)
- Pierre II. (1213–1225)
- P. (Pierre nebo Pons) (1238–1245)
- Manuel (1246, 1253)
- Bonifatius? (1289–1290)
- Wilhelm (1294–1308)
- Anselm Féraud de Glandèves (1309 nebo 1316–1327 nebo 1328)
- Jacques de Moustiers (1328 nebo 1329–1340 nebo 1345)
- Hugues (1345)
- Bernard (1353–1365)
- Elzéar D'Albe (1365–1367)
- Bertrand Lagier (Latgier) (1368–1372 nebo 1378)
- Jean I. (1372 nebo 1375–1391 nebo 1402)
- Herminc de Viscarustède (1391–cca 1404)
- Jean Bonifatius I. (1404 nebo 1405–1415 nebo 1426)
- Louis de Glandèves (1415–1420)
- Paul du Caire (1420–1424 nebo 1427–1446)
- Jean Bonifatius II. (1425–cca 1445)
- Pierre Marini (1447–1465 nebo 1445–1457)
- Marin (1457–cca 1467)
- Jean Inguimbert de Montigny (1468–1469)
- Mariano de Latvo (1470–1494 nebo 1469–1492)
- Christophe de Latvo (1493–1509)
- Symphorien Bullioud (1509–1520)
- Philippe du Terrail (1520–1532)
- Jacques du Terrail (1532–1535)
- Louis de Charny (1535–1539)
- Imbert Isserand (1539–1548)
- Martin Bachet (1550–cca 1555 nebo 1564–1572)
- Aimar de Maugiron (1548–1564 nebo 1557–1564)
- Hugolin Martelli (1572–cca 1592)
- Clément Isnard (1593–1604 nebo 1612)
- Octave Isnard (1605 nebo 1612–1625)
- René Leclerc (1627–1651)
- François Faure (1651–1652 nebo 1654)
- Jean-Dominique Ithier (1654–1672)
- Léon Bacoué (1672–1685)
- François Verjus (1685–1686)
- Charles de Villeneuve de Vence (1686–1702)
- César de Sabran (1702–1720)
- Dominique-Laurent de Balbe de Berton de Crillon (1721–1747)
- André-Dominique-Jean-Baptiste de Castellane (1748–1751)
- Jean-Baptiste de Belloy (1751–1755)
- Gaspard de Tressemanes de Brunet (1755–1771)
- Henri Hachette des Portes (1771–1798)